# جمعية بشائر الخير
بشائر الخير أو جمعية بشائر الخير أو مركز بشائر الخير هي مؤسسة كويتية لمساعدة مدمني المخدرات وتعالج مدمني المخدرات وفق النظرية الإيمانية - استعمال الوازع الديني للإقلاع عن الإدمان  - أنشأت الجمعية سنة 1993 لعلاج وتأهيل مدمني المخدرات بدولة الكويت، ومنذ ذلك الوقت وهي ماضية في علاج وتوعية كافة شرائح المجتمع بمخاطر الإدمان وأنواعها حتى أصبحت رائدة العمل في هذا المجال بين دول العالم، إذ تعتبر جمعية بشائر الخير الأولى على مستوى الدول العربية التي تبنت العمل ضد إدمان المخدرات وحصلت على شهادة الجودة «الأيزو» تتويجاً لعملها الدؤوب طوال تاريخها.
تأسست بشائر الخير عام 1993 في شكل لجنة خيرية تابعة إلى جمعية الإصلاح الاجتماعي تخصصت في علاج وتأهيل مدمني المخدرات، كانت البداية متواضعة حافلة بالتحدي حيث بدأت بعلاج عدد محدود من مدمني المخدرات في مستشفى الطب النفسي إلى أن وصل العدد إلى المئات تاهلوا وشفوا من الإدمان، وقد واجهت الجمعية طوال تاريخها كثيراً من الصعوبات حتى وصلت إلى مستواها الرائد الحالي. شهدت الجمعية تطوراً نوعياً في علاقتها بالعمل المؤسسي الرسمي، فقد أصبحت رسمياً جمعية مشهورة في 3 أكتوبر سنة 2005 وتحولت إلى جمعية ذات نفع عام تابعة إلى وزارة الشؤون الاجتماعية تحت مسمى بشائر الخير.
تمكنت الجمعية من علاج العديد من حالات الإدمان وأعادت الكثير من المدمنين إلى ذويهم مواطنين صالحين، كما تعتبر من أهم الجهات التي ساهمت في خدمة المجتمع الكويتي، حيث بلغ عدد التائبين الذين ارسلوا من لجنة الرعاية اللاحقة إلى لجنة رعاية التائبين خلال ثماني سنوات 879 تائباً من أصل 1042 تائباً.[بحاجة لمصدر] ساهمت الجمعية بمساعدتهم على العلاج من الإدمان وإعادتهم إلى الحياة الطبيعية، واستطاعت الجمعية كذلك تحقيق نجاحات وإنجازات في مساعدة المدمنين على اتخاذ أهم قرار في حياتهم وهو التخلص من هذا الإدمان بعد أن أصبحوا منبوذين في المجتمع.
تضم الجمعية أقسام ولجان منها: اللجنة الإعلامة ولجنة العلاقات العامة ولجنة رعاية التائبين ولجنة العلاقات الخارجية والمؤتمرات ولجنة التطوير والتدريب واللجنة النسائية، كما تملك الجمعية المطبوعات الدورية وعلى رأسها مجلة البشائر وكتب أخرى متنوعة في مجال عمل الجمعية.

## التأسيس
كان عبد الحميد البلالي من ضمن خمسة أشخاص قرروا بعد تحرير الكويت التصدي لآفة المخدرات وعلى خلفية تجاربه وزيارته للسجون الأميركية وعلاقته بالدعوة لا سيما بين طلبة الجامعة قرر توظيف الخطاب الديني في علاج وتأهيل المدمنين ورفع شعار بالإيمان نقضي على الإدمان لينشئ لجنة بشائر الخير التي تخصصت في علاج وتأهيل مدمني المخدرات، نزل عبد الحميد البلالي إلى الأرض ولم يكتف بالشعارات بل مارسها على الميدان لتثبت النظرية التي عمل بها وهي استبدال القيم والمفاهيم الخاطئة لدى المدمن بالقيم والأخلاق الإسلامية على أنها قادرة على تحقيق نجاحات.
كانت بداية الجمعية متواضعة بعلاج عدد محدود في مستشفى الطب النفسي في الكويت خضعوا للعلاج إلى أن وصل عدد المتلقين للعلاج إلى المئات من الأشخاص الذين عولجوا من الإدمان كما واجهت الجمعية في البداية صعوبات ومعوقات حتى وصلت إلى مستواها الحالي. حيث تصل نسبة إقلاع المدمنين إلى %80 بينما النسبة العالمية لا تتجاوز %13.2 ونسبة انتكاسة المدمنين في العالم تصل إلى %95 بينما لا تصل نسبة من ترعاه بشائر الخير إلى %20. كما أنه هو مبتكر فكرة إنشاء عنابر للتائبين في السجن المركزي، حيث تتولى الجمعية إعادة تأهيل ومتابعة كل من تجد فيه الرغبة والامل والاستعداد النفسي للتوبة، والرحلة تبدأ من هنا إلى داخل السجن المركزي وفي مركز علاج الإدمان في مستشفى الطب النفسي حيث يتم تأهيلهم إيمانياً ونفسياً وصحياً وتعرض الجمعية خدماتها عليهم وبعد مرور سنة على التحاق التائبين بالبرنامج ينقل المميزون منهم إلى المقر الرئيسي. ومن أسباب نجاح الجمعية في عملها وتحقيق كل هذه الإنجازات أن هناك بعض المدمنين والتائبين من تعاطي المخدرات يساهمون في التأهيل في علاج المرضى بمركز علاج الإدمان حيث تستعين الجمعية بهؤلاء التائبين للاستفادة من تجاربهم وخبراتهم.
أما تاريخ الإنشاء فكان سنة 1993 كلجنة خيرية متخصصة في علاج وتأهيل مدمني المخدرات وأُشهرت رسمياً سنة 2005 وتحولت إلى جمعية ذات نفع عام تابعة إلى وزارة الشؤون الاجتماعية والعمل تحت مسمى جمعية بشائر الخير ؛ وأصدر وزير الشؤون الاجتماعية والعمل فيصل الحجي قراراً وزارياً بإشهار جمعية بشائر الخير وحمل القرار الوزاري الرقم 168 لسنة 2005 وتهدف الجمعية إلى توعية كل فئات المجتمع من المخدرات والكحول بجميع أنواعها ومساعدة من يرغب من المدمنين في العلاج ورعاية أسر التائبين من الإدمان.
كما قامت الجمعية بمبادرة في السجن المركزي - في الكويت - تمثلت في إنشاء عنابر للتائبين ومركز للإرشاد والتأهيل حيث يحصل التائب على العفو الأميري المشروط إذا التزموا بالبرنامج المعد من قبل بشائر الخير وهيئات أخرى لتتولى الجمعية بعد ذلك متابعتهم وتأهيلهم وعلاجهم. ويوجد في الكويت مراكز كثيرة لعلاج الإدمان منها مستشفى بيت التمويل لعلاج الإدمان ويعالج المدمنين من خلال مركز الإدمان والذي تشرف عليه وزارة الصحة وتشارك بشائر الخير أيضاً في تأهيل مرضى المركز،
قال عبد الحميد البلالي: «أن البداية كانت في حجرة صغيرة في عام 1993 عندما صرخنا بأعلى أصواتنا بأننا نعاني مشكلة خطيرة بدأت تنتشر كالنار في الهشيم وخاصة في أوساط الشباب، فوجدنا صدى لصرختنا من كل أهل الكويت المحسنين، فكانت نقلة من حجرة ضيقة إلى بيت كبير كما ترونه.» وقال مسلم الزامل:«نجحت التجربة بدءاً من السجن المركزي ومستشفى بيت التمويل لعلاج الإدمان مؤكداً أن العيش مع المدمن ومعايشة مشاكله والنزول للميدان ومعرفة معاناته، كل ذلك كان سبباً في نجاح الجمعية في توبة العديد من المدمنين. وأشار الزامل إلى أن الجمعية تقدم أكبر عدد من البرامج التي تعمل على تأهيل المدمنين، إضافة إلى العديد من البروشورات التوعوية ومجلة البشائر ومواقع التواصل الاجتماعي وموقع الجمعية.» وقال منصور الخشتي رئيس لجنة العلاقات العامة:«إن ما يميز البشائر أن من يديرها يتضمن 50 بالمائة إن لم يكن أكثر من الإخوة التائبين الذين أعيد تأهيلهم للعمل في هذه المؤسسة، وللحقيقة فإن الجمعية تلاحظ بنجاح تأثيرهم في القادمين الجدد ومدى تفانيهم في العمل من أجل إنقاذ إخوانهم الذين وقعوا تحت تأثير المخدرات والإدمان.»
تستقبل الجمعية في مقرها سنوياً من 600 إلى 700 مدمن، إضافة إلى آلاف المدمنين الذين تتعامل معهم الجمعية في المستشفيات وفي سجون وزارة الداخلية. ورأى البلالي أن الحل يستلزم القيام بعدة خطوات، يأتي على رأسها تضافر جهود جميع مؤسسات الدولة والجمعيات المختصة بعلاج الإدمان، ووضع خطة إستراتيجية لمحاربة المخدرات، إضافة إلى التعامل القانوني الصارم مع مروجيها، وتخصيص جزء من الميزانية العامة للدولة لعلاج الإدمان، مؤكداً ضرورة وضع مناهج تربوية إلزامية لمختلف المراحل التعليمية تعرف الشباب بخطورة المخدرات، إضافة إلى تعزيز الوازع الديني لديهم، ليكون جدار مانعا ضد مروجي المخدرات. وأشار البلالي إلى أن دور وزارة الأوقاف الكويتية كمسؤول عن رفع الوازع الديني دون المستوى المطلوب في هذا الجانب، ويجب زيادة الاهتمام بهذه القضية في خطب الجمعة وفعاليات الوزارة المختلفة، لما للخطاب الديني من وقع مؤثر في نفوس المواطنين.

## الرؤية والأهداف
- الرؤية: الحد من ظاهرة الإدمان على المخدرات وفق النظرية الإيمانية.[1]
- الرسالة: إنقاذ المدمنين وإخراجهم من الظلمات إلى النور.[1]
- الأهداف :

أولاً هدف وقائي موجه إلى غير المدمنين: وذلك لبث الوعي في المجتمع بمخاطر المخدرات والإدمان عليها بالتعاون مع الجهات الصحية والنفسية، فالوقاية خير من العلاج. ولتحقيق هذا الهدف قامت الجمعية بالنشاطات التالية:
| 1. تنظيم حملات إعلامية مكثفة 2. إعداد ونشر المطبوعات المتخصصة بالمخدرات والإدمان والتوعية العامة بها 3. إصدار مجلة البشائر في التوعية بمشكلة المخدرات والإدمان وما يتصل بها من موضوعات منذ عام 1999 4. إعداد برامج إذاعية وتلفزيونية وتنظيم ندوات ومحاضرات طوال العام للتوعية بمخاطر المخدرات 5. تبني برامج ثقافية وإعلامية لحث كل شرائح المجتمع على التصدي لظاهرة المخدرات | 6. إقامة أنشطة وبرامج ومحاضرات في مستشفى الطب النفسي والسجن المركزي وفي جميع مدراس الكويت وكليات الجامعة ومؤسسات القطاع الخاص 7. توزيع أشرطة كاسيت وأقراص CD وفيديو تتعلق بآفة المخدرات 8. إنتاج شريط لعلاج المدمنين (بالإيحاء الإيماني) من إعداد الدكتور نجيب الرفاعي 9. المشاركة في المؤتمرات الدولية للاستفادة من تجارب محاربة المخدرات وشرح النظرية الإيمانية للمجتمع الدولي |

ثانياً هدف علاجي تأهيلي موجه للمدمنين مباشرة:
ويرمي هذا الهدف إلى إعادة تأهيل المدمنين نفسياً ودينيا وصحياً واجتماعياً بعد التوبة وإقلاعهم عن المخدرات وسائر المسكرات من خلال عدة أنشطة وبرامج مختلفة. المستفيدون: المدمنين من المخدرات. المشاريع والأنشطة:
| 1. رعاية أسرة التائب | 2. السجين التائب | 3. الحج والعمرة | 4. وقف الصدقة الجارية | 5. الوقف العقاري | 6. حقيبة التوعية من المخدرات |

## التجربة الإمانية
فيما يلي ملخص لهذه التجربة:
| أولاً أسس برنامج العلاج الإيماني: - التعاون مع الجميع. - نزول للميدان وعدم الاكتفاء بالتنظير. - التعامل الإنساني مع المدمن. - العمل على تقوية الجانب الإيماني. - تقوية الثقة بالنفس. - بث روح الأمل. - إيجاد البيئة البديلة. - حل المشاكل. - ملء وقت الفراغ. - إشباع حاجة التقدير. | ثانياً خطوات برنامج العلاج الإيماني: - العلاج الطبي والنفسي. - تقوية الجوانب الإيمانية. - ترك رفقاء السوء. - شغل الفراغ. - مصاحبة الأخيار. - مراجعة الطبيب. - القيام بالفرائض الدينية. - التفكر (الخسائر - الموت - السعادة - الآخرة). - الابتعاد عن بيئة الإدمان. - التحذير من المخدر. | ثالثاً وسائل تطبيق برنامج العلاج الإيماني: تنقسم وسائل البرنامج الإيماني في علاج المدمنين إلى ثلاثة أقسام: - وسائل موجهة للمدمنين. - وسائل موجهة إلى أسرة المدمن. - وسائل موجهة إلى شرائح المجتمع التي لم تقع في دائرة المخدرات. |

وأكد رئيس جمعية بشائر الخير الشيخ عبد الحميد البلالي أن التجربة الإيمانية للبشائر أثمرت وبأن هذه التجربة تعد الأولى في العالم العربي والإسلامي حيث بدأت الفكرة تتنامى على أرض الكويت وأينعت ثمارها وأتت أكلها مئات التائبين ممن كانوا في عداد الموتى فكانت عناية الله متمثلة بتسخيرنا لنكون سبباً في إنقاذهم وإعادتهم إلى الحياة مرة أخرى كما تحدث البلالي عن إنجازات الجمعية وأنشطتها الإيمانية المتمثلة في رحلات الحج والعمرة والزيارات والندوات والمحاضرات ورحلات ودروس توعية بجمعية بشائر الخير، كما أشار البلالي إلى اهتمام الجمعية بغير الكويتيين وأن الجمعية تقدم خدمة إنسانية لكل البشر أينما وجدوا لإنقاذ المجتمع من آفة المخدرات القاتلة.

كما أعلن رئيس جمعية بشائر الخير عن خطة متكاملة للتعافي من الإدمان وحماية الشباب من السموم، معرباً عن سعادته لتواجده وسط التائبين، مؤكداً أن هناك أشخاصاً جاءتهم الفرصة فاستثمروها وعادوا إلى أحضان المجتمع، ورجعوا لزوجاتهم وأبنائهم وأهليهم وعاشوا حياتهم الطبيعية النظيفة البعيدة عن بيئة الإدمان القاتلة. وقال البلالي خلال الإفطار الجماعي مع التائبين:
 وشدد المشرف بمكتب بشائر الخير بمركز علاج الإدمان محمد خشان على خطورة المخدرات، مبيناً أن السموم بمختلف أنواعها مدمرة للجهاز العصبي، وأضاف: «برنامج الإفطار الجماعي الذي تنظمه جمعية بشائر الخير سنوياً يشعر الجميع بروح العائلة، وينتظر التائبون هذا اليوم للالتقاء بالدعاة وموظفي الجمعية والضيوف والاندماج معهم في جو أسري والاستماع إلى كلمات الوعظ والنصائح الأبوية من رئيس الجمعية الشيخ عبد الحميد البلالي وبعض الحضور، مما يترك في داخلهم أثراً إيجابياً يساعدهم على تخطي هذه المرحلة الصعبة لبدء حياة جديدة نظيفة خالية من الإدمان والمخدرات.»
تعتبر تجربة جمعية بشائر الخير في مجال الوقاية من المخدرات وعلاج المدمنين من التجارب الرائدة في الكويت والوطن العربي وكجمعية خيرية ذات نفع عام تقوم بدور مجتمعي كبير حيث حققت كثير من الإنجازات في هذا الإطار وقد بلغ عدد التائبين الذين تم إرسالهم من لجنة الرعاية اللاحقة إلى لجنة رعاية التائبين خلال ثماني سنوات 879 تائباً من أصل 1042 تائباً وفق النظرية الإيمانية أي استعمال الوازع الديني للإقلاع عن الإدمان يذكر أن هذه النظرية حققت نجاحاً وتفوقاً ملحوظاً على سائر النظريات المادية المتبعة في عدد من الدول في إعادة تأهيل المدمنين، حيث تصل نسبة إقلاع المدمنين عن المخدرات في الجمعية في بعض الأحيان إلى 75% بينما لا تتجاوز هذه النسبة في أعرق المصحات العالمية 13% وفي المقابل تشكل نسبة انتكاسة المدمنين - أي عودتهم إلى عالم الإدمان - عالمياً نحو 95% في حين لا تتجاوز هذه النسبة بين التائبين الذين ترعاهم الجمعية 20%.

وقد استقبل أمير الكويت رئيس جمعية بشائر الخير عبد الحميد البلالي وأعضاء الجمعية حيث قدموا لأمير الكويت شرحاً عن أعمال الجمعية كما أهدى رئيس الجمعية لأمير الكويت كتاباً حمل عنوان الابتكار طعم آخر للحياة وأثنى الأمير على جهود الجمعية ودورها الإنساني والتوعوي في الحفاظ على قيم ومبادئ المجتمع متمنياً لهم التوفيق والنجاح، وحضر المقابلة وزير شؤون الديوان الأميري بالإنابة.

### استطلاع الرأي
لفت عبد الحميد البلالي إلى إجراء استبانة لعينة من المدمنين والمقلعين شملت 142 شخصاً في السجن المركزي والرعاية اللاحقة ومركز بيت التمويل لعلاج المدمنين، وقسمت الأسئلة إلى أربعة أبعاد دينية واجتماعية وصحية وثقافية، وتبيّن أن أبرز أسباب الإدمان أصدقاء السوء بنسبة %68 وضعف الوازع الديني وتقصير الوالدين بنسبة %58 والإحساس الوهمي بالسعادة بواقع %49 وتوفير المخدرات وسهولة الحصول عليها بنسبة %47 والبطالة والفراغ بنسبة %47 مشيراً إلى أن معظم أفراد العينة لم يتخرجوا من الثانوية. ودعى البلالي المدمنين إلى تسليم أنفسهم حتى يتم احتواؤهم وتأهيلهم، مشيراً إلى أن الدولة توفر العلاج بالمجان لكل مدمن، وعليهم مراجعة هذه المستشفيات المختصة لتخليصهم من هذه السموم. وقال مدير إدارة العلاقات العامة في جمعية بشائر الخير منصور الخشتي أن مخدر الكيميكال قاتل ويُذهب العقل ويؤثر في القدرات الذهنية، وبالتالي فهو يُجرَّم، مناشداً الحكومة ومجلس الأمة سن القوانين التي تحرّم كل مخدّر، مهما كانت مركّباته. كما طالب أمين سر الجمعية مسلم الزامل بخطوة استباقية وقائية تتمثل في تدريس مادة تحذر فيها وزارة التربية من مخاطر المخدرات وتوعية الطلاب والطالبات بكيفية مواجهة هذه السموم المميتة وذلك على غرار تدريس مادة العمل الخيري.

### ظاهرة الإدمان
كما حذَّرت جمعية بشائر الخير من تنامي ظاهرة الإدمان في أوساط الشباب معلنة أن أكثر من 60 شابّاً ينضمون إلى المدمنين شهرياً مشددة على أن هذه نسبة خطيرة ويجب التصدي لها. وقال رئيس الجمعية عبد الحميد البلالي خلال مؤتمر صحفي لمناقشة اقتراح بقانون جديد لمكافحة المخدرات:
وقد تم اقتراح مشروع قانون من قبل أعضاء جمعية بشائر الخير لإلزام وزارة التربية بعمل فحص عشوائي للطلبة من الصف التاسع حتى الثاني عشر في دولة الكويت، ونظراً إلى السباق المحموم بين عصابات المخدرات العالمية فإن الجمعية اقترحت آلية سريعة لتجريم أي مخدر جديد في غضون مدة لا تزيد على شهر إضافة إلى اقتراح بإجراء فحص الخلو من الإدمان قبل الزواج ويكون شرطاً في قبول العقد.

## أنشطة الجمعية

### المبادرات
اتسمت جهود الجمعية بالمبادرة وإلى تقديم كل جديد في مجال علاج الإدمان، حيث قدمت الكثير من المبادرات من بينها مبادرة في السجن المركزي تمثلت في إنشاء عنابر للتائبين ومركز للإرشاد والتأهيل، حيث يحصل التائب على العفو الأميري المشروط إذا التزم بالبرنامج المعد من قبل بشائر الخير وهيئات أخرى لتتولى الجمعية بعد ذلك متابعته وتأهيله وعلاجه، وهذه المبادرة والخطوة من الجمعية شجعت كثيراً من المدمنين والموقوفين في السجن على اتخاذ خطوات جادة نحو العلاج والاندماج في المجتمع مرة أخرى. كما سعت الجمعية إلى فاعلية دورها وعدم الاكتفاء بعلاج المريض بل تشجعه على تبادل دور المريض بدور المعالج فقد دربت الجمعية عدداً كبيراً من التائبين للمساهمة في تأهيل علاج المرضى بالإدمان والاستفادة من تجاربهم وخبراتهم أثناء فترة علاجهم وهو ما يجعل المتعافي يشعر بقيمة ما قام به من التخلص من الإدمان ويصبح أكثر إقبالاً على الحياة بشكل منظم وصحي.

رئيس جمعية بشائر الخير المهندس عبد الحميد البلالي.

### الرحلات
تقيم الجمعية أياماً ترفيهية عديدة للمتعافين من الإدمان منها يوم ترفيهي أقيم بمقر مخيم الدراسات الإسلامية بمنطقة كبد شارك فيه عدد كبير من التائبين وموظفي الجمعية تخللته الديوانية الأسبوعية التي تحدث فيها عبد الحميد البلالي - رئيس الجمعية - إلى التائبين حيث يؤكد فيه دائماً أن باب التوبة مفتوح وأن الله يقبل توبة من أناب إليه ويفرح بالعبد التائب ويباهي به الملائكة في السماء. ومن ضمن برامج جمعية بشائر الخير العلاجية الموجهة للتائبين تنظم الجمعية رحلات بحرية إلى شاليهات الدوحة الغربية يتخللها يوم ترفيهي يحضره عدد كبير من التائبين ومسؤولي اللجان بالجمعية حيث يتضمن اليوم الترفيهي على خواطر إيمانية وتعارف وديوانية للنقاش والتباحث في موضوعات مهمة وحفل عشاء في ختام برنامج اليوم الترفيهي. وعلى هامش الرحلات الترفيهية وضمن خواطره للتائبين يقوم عبد الحميد البلالي بطرح سؤال على الحضور عن أهمية التربية الفردية أحياناً والتربية الجماعية وضرورة كل منهما، ويستمع إلى آراء جميع التائبين المشاركين في الرحلة، وعلق مرةً حيث قال:«التربية الجماعية هي أحد أساليب التربية الإسلامية التي تسهم في بناء شخصية الفرد المسلم في جوانب متعددة، لا يمكن أن تُبنى إلا من خلال جماعة يتربى معهم هذا الفرد، فعلى الرغم من أهمية التربية الذاتية إلا أنها لا تنشئ كياناً سوياً للانسان، بل لابد من التربية الجماعية حتى يتربى الإنسان تربية حقيقية متكاملة، ولأهمية هذه التربية ولكونها يحتاج إليها في جميع طبقات المجتمع، ولحديث النبي ﷺ «عليكم بالجماعة، إنما يأكل الذئب من الغنم القاصية» والفردية أيضاً مهمة كأن يخلو الإنسان بنفسه يحاسبها، ويراجع نفسه ويراجع يومه وما قدم فيه من أعمال، ويصحح مسار حياته إذا وجد في نفسه خلل.»

### المناسبات الدينية
دأبت الجمعية على إقامة حفل استقبال خلال أيام عيد الفطر السعيد من كل عام والهدف من هذا الحفل هو تجمع التائبين واندماجهم والشعور بالجو الأسري للخروج من عزلتهم النفسية بالإضافة إلى التعارف فيما بينهم، وهو كذلك حفلاً للمهنئين بمناسبة عيد الفطر يستقبل فيه عدداً كبيراً من التائبين وأبنائهم وعدداً من موظفي الجمعية يتقدمهم عبد الحميد البلالي رئيس الجمعية وسلمان مندني نائب رئيس الجمعية. كما تقيم الجمعية إفطاراً جماعياً لنزلاء المؤسسات الإصلاحية - قسم الإرشاد والتأهيل بالسجن المركزي - وذلك ضمن أنشطتها المعتادة للالتقاء بالمحكومين على قضايا تعاطي مخدرات والذين هم في طريقهم للتوبة ويلتزمون ببرنامج التأهيل المعد من قبل بشائر الخير ويحضرون الصلوات في جماعة وذلك تمهيداً لخروجهم بالإفراج المشروط لمن التزم ببرنامج التأهيل.

### الجمعية والسجن المركزي
أخذت الجمعية بيد النزلاء في السجن المركزي والذين يودون الإقلاع عن تعاطي المخدرات وهو ما يسمى بـ الإفراج الشرطي كاستجابة للرغبة الأميرية التي صدرت عام 2000 أي الإفراج المبكر عن التائب والخروج من السجن قبل إتمام فترة العقوبة الصادرة بحقه نظير إقلاعه عن المخدرات لتشجيعه قدماً في التوبة ويظل المفرج عنه خاضعاً لرقابة وزارة الداخلية ومتابعة جمعية بشائر الخير وهو ما يعرف بـ الرعاية اللاحقة كما أضافت الجمعية خدمة جديدة لرعاية التائبين الذين يعانون من حرمان في فرص العمل لسنوات بعد خروجهم من السجن ريثما يحصلون على شهادة حسن سير وسلوك عدا عن الغرامة المالية التي تفرض عليه، مما يساهم بتراكم الديون عليهم وهو ما دفع جمعية بشائر الخير لإبرام اتفاقية تعاون مع بيت الزكاة عام 2006 لتأسيس صندوق لرعاية التائبين برأسمال مائة ألف دينار كويتي لحل المشكلات المالية والديون عليهم وتوفير الاحتياجات الضرورية لهم ولأسرهم. يُذكر أن القانون الكويتي حدد عقوبة مدمن وتاجر المخدرات؛ على عقوبة الإعدام للجلب بقصد الإتجار والمؤبد للتجارة أما المتعاطون للمخدرات فتصل العقوبة إلى خمس سنوات.

## سبب التسمية

شهادة الآيزو المستحقة للجمعية

أجمل هدية تقدم لرئيس ومؤسسين جمعية بشائر الخير عندما يسمعوا كلمة شكر ودعاء من أم اكتوت لوعة بولدها أو بأب غزته الأمراض أو بزوجة مفجوعة بسبب الإدمان لقد أعاد البسمة إلى بيوتنا وهي بمنزلة بشارة جميلة كانت فأل خير على المجتمع والأسرة وفي الوقت نفسه شكلت حافزاً إضافياً للشيخ البلالي ورفاقه على مواصلة الطريق وإرجاع البسمة لأسر لم تعرف سوى الرعب والألم، وهذه البشارة جعلته يغير اسم اللجنة من لجنة التوعية الاجتماعية إلى لجنة بشائر الخير تحقيقاً لواقع يتم كل يوم.

## شهادة ضبط الجودة
تسلمت جمعية بشائر الخير شهادة ضبط الجودة الإيزو رسمياً حيث أقيم حفل في مقر الجمعية لتسلم شهادة ضبط الجودة - الآيزو - حيث قال رئيس مجلس إدارتها الشيخ عبد الحميد البلالي في كلمة بداية الحفل «أن حصول الجمعية على شهادة ضبط الجودة هو ثمرة سبعة عشر عاماًً من العمل الدؤوب وإنجازات بشائر الخير في علاج المدمنين وتأهيلهم ونجاحها في نشر النظرية الإيمانية وما حققته من أصداء طيبة تجاوزت الحدود الإقليمية وتخطت إلى العالمية.» وقال المهندس محمد ضيف رئيس فريق التدقيق بشهادات الآيزو: 

## دعم الجمعية
تشهد أنشطة الجمعية إقبالاً من المتبرعين والمانحين وأهل الخير في الكويت لقناعتهم بدور الجمعية وما تقدمه من خدمات لعموم المجتمع توعية وعلاجاً وتأهيلاً. وللسنة الرابعة على التوالى استقبلت جمعية بشائر الخير تبرعاً من الشركة الكويتية لنفط الخليج - عمليات الخفجي المشتركة مساهمة منها في دعم أنشطة الجمعية المتخصصة في علاج وتأهيل المدمنين. كما قدمت الأمانة العامة للأوقاف دعماً قدره 15 ألف دينار لجمعية بشائر الخير كدفعة أولى من الدعم المقدم خلال العام 2012 من المساعدات التي تقدم من صندوق الصدقات بالأمانة العامة للأوقاف خلال عام 2012، وتم توزيع المساعدات التي قدمها صندوق الصدقات بالأمانة على المستحقين من التائبين الذين ترعاهم بشائر الخير.
كشف المدير العام لجمعية بشائر الخير مسلم الزامل عن تخصيص قطعة أرض بمساحة 10 آلاف متر مربع من قبل مجلس الوزراء والمجلس البلدي لانشاء مركز علاج للإدمان، والذي جاء عبر مشروع توطين العمل الخيري الكويتي والذي يعد أهم المشروعات التي ستقوم به الجمعية بمشاركة جمعيات النفع العام، بالتنسيق مع وزارة الشؤون الاجتماعية والعمل، وستقوم الجمعية بادراته لما تمتلكه من خبرة وكوادر بشرية في هذا الشأن.
كما وقع محمد عبد الله الجلاهمة نائب الأمين العام للمصارف الوقفية بالأمانة العامة للأوقاف وعبد الحميد جاسم البلالي رئيس جمعية بشائر الخير اتفاقية التعاون المشترك بين الأمانة والجمعية وذلك في حفل اقيم بهذه المناسبة في مقر الأمانة العامة للأوقاف وحضر توقيع الاتفاقية عدد من المسؤولين والإداريين بالأمانة والجمعية. تهدف الاتفاقية إلى تنفيذ مصرف الصدقات المخصص لمساعدة الفقراء والمحتاجين من الأسر المتعففة وضعفاء الدخل والأرامل والمطلقات واليتامى دون سن الثامنة عشرة والمهتدين الجدد والعمال وأبناء السبيل داخل الكويت، وبموجب هذه الاتفاقية ستقدم الأمانة العامة للأوقاف مبلغاً وقدره 48.580 دينار للجمعية يتم توجيهها للمستفيدين من توزيع مصرف الصدقات، على ألا يتم الصرف الا بعد التأكد من تحقق الحاجة في الأشخاص المصروف عليهم، ويصرف بالقدر الذي تسد به الحاجة الفعلية لهم مع مراعاة أولويات الحاجات وأن يتم تنفيذ المصرف داخل الكويت تنفيذاً لشروط الواقفين. وبيّن الجلاهمة «ان توقيع الاتفاقية يمثل خطوة من خطوات النجاح التي حققتها الأمانة في مجال تنفيذ المصارف الوقفية، مشيراً إلى ان اختيار الجمعية جاء بناء على توصية لجنة تنفيذ المصارف الوقفية بالأمانة، وذلك لدورها في مجال العمل الخيري والإنساني. كما ان الاتفاقية تأتي مكملة لاتفاقيات أخرى تم ابرامها سابقاً مع عدد من الجهات لتنفيذ مصرف العشيات والاطعام والحج والنوافل والكسوة والأضاحي وولائم الافطار والتي توجه غالبيتها لشرائح اجتماعية مختلفة من المواطنين المحتاجين.»
كما تسلمت جمعية بشائر الخير شيكاً بمبلغ 35 ألف دينار كدفعة ثانية من الدعم المقدم خلال العام 2014 وقال البلالي في تصريح صحافي: إن الأمانة العامة للأوقاف تساند بصفة مستمرة جهود بشائر الخير ولا تتوانى في تقديم الدعم لها لاستكمال مسيرتها الإنسانية علماً أن مجموع ما قدمته الأمانة للجمعية خلال الدفعة الأولى والثانية لعام 2014 يقدر بنحو 70 ألف دينار، مثمناً دور الأمانة العامة للأوقاف وجهودها المتواصلة في دعم مسيرة العمل الخيري بالكويت، وأوضح البلالي أن الأمانة العامة للأوقاف إذ تساند الجمعية، فهي تقدم لها الدعم المناسب لمساندتها في تحقيق أهدافها.
أما أجمل هدية تقدم لعبد الحميد البلالي ومؤسسين الجمعية عندما يسمع كلمة شكر ودعاء من أم اكتوت لوعة بولدها أو بأب غزته الأمراض أو بزوجة مفجوعة بسبب الإدمان. لقد أعاد البسمة إلى بيوتنا، وهي بمنزلة بشارة جميلة كانت فأل خير على المجتمع والأسرة وفي الوقت نفسه شكلت حافزاً إضافياً للشيخ البلالي ورفاقه على مواصلة الطريق وإرجاع البسمة لأسر لم تعرف.

## النظرية الإيمانية خارج الكويت
نجاح الجمعية في مجال علاج المدمنين من المخدرات جعل بعض الدول تستنسخ تجربة النظرية الإيمانية التي تعالج بها جمعية بشائر الخير المدمنين مثل السعودية والبحرين وسوريا، كما أضافت الجمعية إلى رصيدها 7 ألبومات مصورة و 37 كتاباً دعوياً وإيمانياً وعلمياً و 5 كتب عن مكافحة المخدرات ومشاركة عبد الحميد البلالي وحضوره عشرات المؤتمرات الإقليمية والدولية ذات العلاقة المباشرة بمكافحة المخدرات.

### دول مجلس التعاون الخليجي
غادر وفد من جمعية بشائر الخير في جولة خليجية تشمل السعودية وقطر والبحرين للتواصل وتبادل الخبرات في مجال التوعية بالمخدرات وعلاج وتأهيل المدمنين، وفي تصريح له قبيل المغادرة قال عبد الحميد البلالي رئيس مجلس إدارة الجمعية:

### المملكة العربية السعودية
قام وفد من جمعية بشائر الخير يرأسه عبد الحميد البلالي رئيس جمعية بشائر الخير وأحمد البسام رئيس لجنة رعاية التائبين ومنصور الخشتي رئيس لجنة العلاقات العامة بزيارة إلى مستشفى الأمل في مدينة جدة في المملكة العربية السعودية لعرض التجربة الكويتية في تأهيل مدمني المخدرات خاصة فيما يتعلق بالنظرية الإيمانية التي تنتهجها الجمعية وكذلك الاطلاع والاستفادة من خبرات مستشفى الأمل في هذا المجال وتبادل الخبرات، واستقبل مستشفى الأمل بجدة وفد جمعية بشائر الخير حيث كان في استقبالهم الدكتور خالد العوفي مساعد المشرف العام على برنامج مستشفى الأمل للخدمات الطبية ونايف العلي مدير إدارة العلاقات العامة والإعلام ومنصور الدليمي مدير إدارة الرقابة والمراجعة الداخلية والمتابعة وسعد العلوني رئيس قسم الخدمة النفسية وعدد من منسوبي المستشفى، وقدم الدكتور خالد العوفي كلمة رحب فيها بالضيوف وبالخطوات الجيدة التي تقدمها جمعية بشائر الخير كما قدم شرحاً مختصراً عن خدمات مستشفى الأمل بجدة وإمكاناته بعد ذلك قدم الدكتور أيمن عرقسوسي محاضرة عن البرامج العلاجية التي تقدم بمستشفى الأمل بجدة ثم قدم عبد الحميد البلالي محاضرة عن جمعية بشائر الخير ونشاطها، ثم تجول الوفد على الأقسام الداخلية والعيادة والمرافق الخاصة بالعلاج وبنهاية الجولة عرض الفيلم الوثائقي للجمعية بقاعة ابن تيمية بالمستشفى وتم إهداء المستشفى هدية تذكارية من الجمعية تسلمها الدكتور خالد العوفي.
كما قام الوفد بزيارة المديرية العامة لمكافحة المخدرات في الرياض وكان باستقبال الوفد قيادات الجهاز وعلى رأسهم اللواء عثمان المحرج المدير العام للمديرية واللواء الزهراني نائب المدير ومساعد المدير العام لشؤون الوقاية في المديرية عبد الإله الشريف واطلع الوفد كذلك على التطور في التعامل مع مشكلة المخدرات والوسائل الحديثة التي تتبعها المديرية والكثير من طرق التهريب التي تقوم بها عصابات المخدرات، كما قام رئيس وفد جمعية بشائر الخير عبد الحميد البلالي بعرض تجربة بشائر الخير في كيفية التصدي لهذه الظاهرة من خلال اعتماد النظرية الإيمانية في تأهيل المدمنين وما قامت به الجمعية من جهود في هذا المضمار والنتائج غير المسبوقة التي حققتها الجمعية على المستوى العالمي، واتفق الطرفان على ضرورة وأهمية التواصل وتبادل الخبرات ومتابعة أحدث الوسائل في تأهيل المدمنين وتوعية المجتمع وخاصة شريحة الشباب من المخدرات.

### المملكة المغربية
قامت جمعية كفى المغربية لمكافحة المخدرات في المملكة المغربية بدعوة أعلام وقادة جمعية بشائر الخير للاطلاع على تجربة الكويت في علاج المدمنين والتي تمثلها الجمعية من خلال نظريتها الإيمانية في تأهيل المدمنين، حيث تحدث عبد الحميد البلالي وأحمد البسام رئيس لجنة رعاية التائبين ومنصور الخشتي رئيس لجنة العلاقات العامة في الجمعية عن النظرية الإيمانية في علاج المدمنين التي تتبعها جمعية بشائر الخير وحجم الإنجازات التي حققتها على الصعيد الداخلي والعربي والعالمي، كما استضيفوا في السجن المركزي في مدينة الناظور حيث ألقى عبد الحميد البلالي محاضرة لسجناء الإدمان ركز فيها على الأضرار المترتبة على الاستمرار بهذا الطريق وطرق التخلص من هذا الإدمان، وقام الوفد برئاسة عبد الحميد البلالي بعمل دورة مكثفة لأعضاء جمعية كفى المغربية بطرق عمل جمعية بشائر الخير، وأجابوا عن جميع التساؤلات المتعلقة بالموضوع، واستدعى الوفد كذلك في مدينة وجدة من قبل مجموعة من جمعيات النفع العام وأساتذة الجامعة، حيث عرض البلالي تجربة جمعية بشائر الخير في تأهيل المدمنين، وكان للزيارة صدى كبيراً في المجتمع المغربي والأوساط الأكاديمية والأمنية وتوجت الزيارة بتوقيع برتوكول تعاون بين الجمعيتين.

### جمهورية طاجكستان
زار وفد من جمهورية طاجكستان جمعية بشائر الخير للاطلاع على تجربتها في مكافحة وعلاج الإدمان، حيث كان في استقبال الوفد لدى وصوله عدد من موظفي العلاقات العامة واللجنة الإعلامية بالجمعية. وقال أحد أعضاء وفد طاجكستان الخطيب إسماعيل عبد الوهاب: 

### جمهورية ألبانية
أعرب رئيس وفد ألباني خلال زيارته إلى جمعية بشائر الخير مدير عام جمعية الأسرة ومقدم برامج في قناة «peocely» هيكتور بيناي بمناسبة زيارته مقر الجمعية عن إعجابه بالأسلوب الإيماني الذي تنتهجه الجمعية في تشجيع المدمنين على التوبة والإقلاع عن المخدرات. وقال بيناي:
 من جانبه قال رئيس مجلس إدارة جمعية بشائر الخير عبد الحميد البلالي في كلمة له مرحباً بالوفد:
 وحث البلالي أعضاء الوفد على ضرورة استثمار هذه الزيارة عند العودة لبلدانهم لينشروا ما تعلموه وينقلوا تلك الخبرات فهي مسؤوليتهم أمام الله. من جانب آخر تحدث المدير العام لجمعية بشائر الخير مسلم الزامل عن تأسيس الجمعية والتي اتخذت شعار بالإيمان نقضي على الإدمان واستطاعت خلال السنوات السابقة أن تحقق شيئاً بإمكاناتها المتواضعة ما لم تحققه الحكومات بامكاناتها الكبيرة. أما رئيس العلاقات العامة منصور الخشتي فقد تحدث إلى الوفد الزائر عن مواصفات العاملين في مجال رعاية وتأهيل المدمنين سواء في الجمعية أو في المراكز المتخصصة في مجال علاج الإدمان، حيث أوضح للوفد أن العمل في هذا المجال يحتاج إلى شخص ذو مواصفات مهنية خاصة قبل التدريب، ويكون مؤهلاً نفسياً واجتماعياً للعمل مع المدمنين، ولديه القدرة على الصبر والتحمل، ولعل النجاح تمثل في تمسكنا بهذه المواصفات، علماً بأن الخبرة المهنية تكون بالممارسة والاحتكاك داخل الميدان. وقال مشرف كرسي النور عبد اللطيف الخالدي، إن الهدف من زيارة الوفد للكويت كان لأخذ دورة كرسي النور لتأهيل القيادات الاجتماعية والتربوية، وقد حرصنا على زيارتهم لجمعية بشائر الخير للاستفادة من خبراتها ونقل هذه الخبرات إلى بلادهم بما يعود بالنفع على الجميع.

### جمهورية سويسرا
أعرب رئيس مجلس الشورى الإسلامي بسويسرا وأمين سر رابطة الأوروبيين المسلمين في أوروبا نيكولاس بلانشو عن إعجابه بالنظرية الايمانية التي تنتهجها جمعية بشائر الخير في علاج المدمنين وقال:«أعتقد أن أوروبا التي تعاني من الخواء الروحي بأمس الحاجة لمثل هذه الاطروحات لعلاج الإدمان ونحن بصدد التوقيع على مذكرة تفاهم لنقل هذه التجربة الرائدة إلى سويسرا.» وقال بلانشو في تصريح صحافي «هذه أول مرة تتاح فرصة الاطلاع على هذه التجربة التي تؤكد أهمية الجانب الديني في سد الفراغ الذي يعاني منه المدمن وتعيد تأهيله من جديد وتفتح أمامه باب التوبة والأمل والرجاء وترشده إلى طريق الحق والقرب من الله وبذلك تكون الحصن الآمن من الوقوع في نفق المخدرات المظلم، وأثنى بهذا السياق على جهود جمعية بشائر الخير في التصدي لهذه القضية الخطيرة التي تحتاج لتضحيات وجهود كبيرة وهو ما لمسته لدى العاملين هنا فهم لا يتخوفون من النزول للميدان والاختلاط بالمدمنين لانتشالهم من الإدمان ويقدمون حلولا عملية للمشكلة.» وكان في استقبال رئيس مجلس الشورى الإسلامي السفير عبد العزيز السبيعي رئيس جمعية بشائر الخير الشيخ عبد الحميد البلالي ومدير الجمعية مسلم الزامل ورئيس لجنة العلاقات العامة منصور الخشتي وعدد من موظفي اللجان بالجمعية، وفي كلمة ترحيبية قال عبد الحميد البلالي «أن جمعية بشائر الخير قطعت شوطاً طويلاً وحققت نجاحات في تأهيل وعلاج التائبين من الإدمان وساهمت بشكل كبير في توبة كثير من المدمنين ممن أقلعوا عن المخدرات وسائر المسكرات ونجحت في إحياء الوازع الديني لديهم.» وذكر أن النظرية الإيمانية حققت نجاحاً وتفوقاً على سائر النظريات المادية في إعادة تأهيل المدمنين، حيث تصل نسبة إقلاع المدمنين عن المخدرات لدينا في بعض الأحيان إلى 75% بينما لا تتجاوز هذه النسبة في أعرق المصحات العالمية 13% وفي المقابل تشكل نسبة انتكاسة المدمنين (أي عودتهم إلى عالم الإدمان) عالميا نحو 95% في حين لا تتجاوز هذه النسبة بين التائبين الذين ترعاهم جمعية بشائر الخير 20%. وفي مداخلته استعرض مدير جمعية بشائر الخير مسلم الزامل لأنشطة الجمعية ودورها في علاج التائبين من الإدمان قائلاً:«أن الجمعية تخصص للمدمن برنامجاً علاجياً ولغير المدمن برنامجاً وقائياً لتوعية المجتمع بمخاطر المخدرات والتحذير من الانزلاق في الإدمان وحث الأسرة على مراقبة أبنائها والتعرف على أصدقائهم لأن الصحبة السيئة من أهم عوامل ضياع الأبناء.» كما استمع بلانشو والسفير السبيعي إلى مجموعة من التائبين الذين عرضوا تجاربهم مع الإدمان وتوبتهم ودور جمعية بشائر الخير في مساعدتهم وتأهيلهم حتى تم شفاؤهم وعادوا إلى أحضان المجتمع والآن ممن يعتمد عليهم في داخل الجمعية كأشخاص ناجحين.

### الولايات المتحدة الأمريكية
زار وفد السفارة الأميركية للجمعية حيث ضم الوفد كلاً من سكوت بولتز نائب مستشار الشؤون الاقتصادية بالسفارة الأميركية ومروان الحداد اختصاصي شؤون اقتصادية ومترجم فوري وذلك للاطلاع على تجربة بشائر الخير في علاج الإدمان والمخدرات وكذلك الاطلاع على أنشطة الجمعية وبرامجها المختلفة لتأهيل التائبين. وكان في استقبال وفد السفارة الأميركية عبد الحميد البلالي رئيس الجمعية ومسلم الزامل المدير العام للجمعية ومنصور الخشتي رئيس لجنة العلاقات العامة وعدد من مسؤولي اللجان بالجمعية. في البداية عرض فيلم تسجيلي عن جمعية بشائر الخير، ثم شرح البلالي تجربة البشائر في علاج المدمنين والمراحل التي يمر بها المدمن حتى شفائه واندماجه في المجتمع، مؤكداً دور النظرية الايمانية في الإسراع بالشفاء ونجاحها في علاج الإدمان.
ومن جهته أشاد سكوت بولتز نائب المستشار الاقتصادي للسفارة الأميركية بالكويت بجهود جمعية بشائر الخير وما تؤديه من أعمال إنسانية من أجل إنقاذ شباب هذا البلد من الإدمان على المخدرات واضاف بولتز «إنني ومن خلال عملي أتابع كل المشاكل والقضايا الصحية وأقابل شخصيات وأطرح موضوعات تتعلق بالمشاكل والقضايا المختلفة بما فيها قضية المخدرات والإدمان ونطرح حلولاً وإن كان موضوع المخدرات ليس سهلاً وحلوله صعبة ونحن نشعر بالألم حين نسمع بشباب وقعوا ضحايا للمخدرات، ولكن هذه مشكلة عالمية تحتاج إلى تضافر الجهود للحد منها، ونحن نأمل في التعاون مع بشائر الخير للاستفادة من خبراتهم في هذا المجال، والنجاحات التي تحققت خلال السنوات الماضية لإيجاد حلول لهذه المشكلة.» كما عرض أحد التائبين تجربته مع الإدمان وصراعه الطويل مع المخدر حيث قال:«بدأت المشكلة بالتدخين وعمري 13 عاماً ثم أخذوني أصدقاء السوء إلى هذه الهاوية السحيقة، ولكن الحمد لله كان لبشائر الخير دوراً عظيماً في تأهيلي وشفائي وإخراجي من الظلمات إلى النور.»

## الملاحظات
1. ↑  «النظرية الايمانية» طريقة كويتية في علاج الإدمان حققت نجاحاً بنسبة %80

## وصلات خارجية
- موقع بشائر الخير الرسمي
- المخدرات والإدمان مقابلة مع عبد الحميد البلالي على قناة الجزيرة. (لقاء مكتوب)
- فيديو: لقاء “عبد الحميد البلالي” في برنامج (كويت اليوم) عن جمعية بشائر الخير
- لقاء مع مدير مركز بشائر الخير مسلم الزامل لقاء مكتوب
- رئيس جمعية بشائر الخير عبد الحميد البلالي: الكويت منطقة «ترانزيت» للمخدرات صحيفة الوطن الكويتية
- ملخص بحث: تعامل الأسرة مع مدمن المخدرات موقع الآلوكة
- إصدارات غراس للتوعية من المخدرات
- «اتجاهات»: «بشائر الخير» صاحبة الريادة في مكافحة الإدمان عربياً صحيفة الصباح